# Tiuszynskoje
Tiuszynskoje (ros. Тюшинское сельское поселение) – jednostka administracyjna (osiedle wiejskie) wchodząca w skład rejonu kardymowskiego w оbwodzie smoleńskim w Rosji.
Centrum administracyjnym osiedla wiejskiego jest dieriewnia Tiuszyno.

## Geografia
Powierzchnia osiedla wiejskiego wynosi 388 km², a głównymi rzekami są: Dniepr, Chmosć i Bolszoj Wopiec. Przez terytorium jednostki przechodzą linie kolejowe Smoleńsk – Mińsk i Smoleńsk – Suchiniczi.

## Historia
Osiedle powstało na mocy uchwały obwodu smoleńskiego z 2 grudnia 2004 r., z późniejszymi zmianami – uchwała z dnia 20 grudnia 2018 roku, w wyniku której do jednostki administracyjnej włączono wszystkie miejscowości osiedli Nietrizowskoje i Mołykowskoje.

## Demografia
W 2020 roku osiedle wiejskie zamieszkiwało 2336 osób.

## Miejscowości
W skład jednostki administracyjnej wchodzi 75 miejscowości, w tym 3 osiedla przy stacjach (Duchowskaja, Pierieswietowo i Pridnieprowskaja) i 72 dieriewnie (Azarowo, Astrogań, Bielczewicy, Charino, Chołm, Curkowo, Czernikowo, Czui, Duchowskaja, Fiediukino, Fiodorowo, Gołołobowo, Goriupino, Ilniszczewo, Iskra, Kazarmy żeleznoj dorogi 397 km, Kazarmy żeleznoj dorogi 568 km, Kazarmy żeleznoj dorogi 570 km, Kariełły, Kiriakino, Koziczeno, Kozłowo, Koniec, Konczino, Korolowo, Koczkorowo, Krasilszczino, Kriczkowo, Kulatino, Kurdymowo, Kuzino, Leszyno, Lubkowo, Ławrowo, Łomiejkowo, Łopino, Łubino, Łuna, Mieżniki, Molkowo, Nariczino, Nietrizowo, Nowoje Szyszłowo, Pawlichino, Pierieswietowo, Poczinok, Popkowo, Popowo, Popowo, Psarcy, Puzowo, Riasino, Ryćkowo, Sokolniki, Sokołowo, Spas, Staroje Szyszłowo, Suchorukowo, Szkoła imieni Gorkogo, Szutowka, Tatarowszczina, Tiria, Tiuszyno, Wasiljewo, Wialkowo, Wierniebisowo, Woroncy, Zabołoć, Zalesowo, Zaowrażje, Zapolje, Ziewakino). Z uwagi na brak mieszkańców zlikwidowano osiedle przy stacji Koniec.